# Diestota robusta
Diestota robusta är en skalbaggsart som beskrevs av Sharp 1908. Diestota robusta ingår i släktet Diestota och familjen kortvingar. Inga underarter finns listade i Catalogue of Life.